# Verrückt nach Figaro
Verrückt nach Figaro (Originaltitel Falling for Figaro) ist eine romantische Filmkomödie aus dem Jahr 2021, geschrieben und inszeniert von Ben Lewin.

## Handlung
Die ehemalige Operndiva Meghan Geoffrey-Bishop lebt verarmt in den schottischen Highlands. Als Gesangslehrerin mit schlechtem Ruf hat sie nur noch einen einzigen Schüler, den liebenswert schüchternen Max, der davon träumt, eines Tages den großen britischen Wettbewerb für Opernsänger zu gewinnen. Millie, eine amerikanische Fondsmanagerin, die in London lebt, erkennt eines Tages, dass es ihr Lebenstraum ist, Opernsängerin zu werden. Sie kündigt ihren lukrativen Job und zieht von ihrem Freund weg. Sie reist in die schottischen Highlands, um Opernunterricht bei Meghan zu nehmen. Obwohl Meghan ihr sofort jede Hoffnung nimmt, auch nur über einen Funken Gesangstalent zu verfügen, wird Millie dennoch als Schülerin aufgenommen – schon des Geldes wegen. Allerdings ist Max ganz und gar nicht damit einverstanden, dass Meghan ihm eine Konkurrentin direkt vor die Nase setzt.

## Besetzung und Synchronisation
Die deutsche Synchronisation des Films übernahm die Think Global Media GmbH in Berlin, nach einem Dialogbuch und Dialogregie von Mario von Jascheroff.
| Figur                  | Darsteller         | Deutscher Sprecher        |
| ---------------------- | ------------------ | ------------------------- |
| Charlie                | Shazad Latif       | Arne Stephan              |
| Gastgeber              | Anthony Bowers     | Klaus Nietz               |
| Jimi                   | Sanjeev Kohli      | Fabian Oscar Wien         |
| Max Thistlewaite       | Hugh Skinner       | Constantin von Jascheroff |
| Meghan Geoffrey-Bishop | Joanna Lumley      | Kerstin Sanders-Dornseif  |
| Millie Cantwell        | Danielle Macdonald | Dina Kürten               |
| Moderator              | Kern Falconer      | Mario von Jascheroff      |
| Patricia               | Vicki Pepperdine   | Ulrike Stürzbecher        |
| Ramsay                 | Gary Lewis         | Lutz Mackensy             |
| Rosa Patullo           | Rebecca Benson     | Valentina Bonalana        |
| Vanessa                | Vanessa Borrini    | Julia Bautz               |
| Tom                    | N. N.              | Philipp Lind              |

## Produktion
Das Casting für Verrückt nach Figaro begann am 29. Oktober 2019 mit Joanna Lumley und Danielle Macdonald in den Hauptrollen. Am 13. Dezember 2019 stießen Hugh Skinner, Shazad Latif und Rebecca Benson zum Team.
Verrückt nach Figaro wurde in den schottischen Highlands und Trossachs gedreht, unter anderem in Glencoe, Loch Lomond und zwei Theatern in Glasgow. Die Produktion des Films wurde von Screen Australia, Screen Scotland und Film Victoria unterstützt und dauerte nur zwei Wintermonate (Dezember–Januar). Die Postproduktion des Films fand im Februar in Melbourne, Australien, statt.
Der Film enthält Musik u. a. aus dem Opern Il barbiere di Siviglia, Le nozze di Figaro, Don Giovanni, Roméo et Juliette, La traviata und Carmen.

## Veröffentlichung
Verrückt nach Figaro wurde auf dem Toronto International Film Festival 2020 in der Sektion Industry Selects für Fachbesucher gezeigt, war aber nicht für das allgemeine Publikum zugänglich und wurde 2021 auf mehreren Filmfestivals gezeigt, darunter das Film by the Sea in Vlissingen, Niederlande, das Cinéfest Sudbury International Film Festival 2021, das Berkshire International Film Festival und das Sedona Film Festival, sowie in der Official Selection des British Film Festival 2021.
WestEnd Films gab am 24. September 2020 bekannt, dass die Vertriebsrechte für den Film an mehrere Partner in verschiedenen internationalen Märkten verkauft wurden.
Verrückt nach Figaro wurde von verschiedenen Verleihern auf der ganzen Welt veröffentlicht. In Australien und Neuseeland wird der Film von Umbrella Entertainment und Paramount Pictures vertrieben. In Europa wurden die Verleihrechte an Twelve Oaks in Spanien, Splendid in den Benelux-Ländern, Investacommerce in den Staaten des ehemaligen Jugoslawiens und Entertainment Film Distributors in Großbritannien vergeben.
Die US-Vertriebsrechte für den Film wurden am 7. Dezember 2020 von IFC Films erworben. Laut Arianna Bocco, der neuen Präsidentin von IFC Films, soll der Film 2021 in die nordamerikanischen Kinos kommen.
Am 9. Dezember 2020 wurde eine Vereinbarung zwischen dem britischen Verleiher und anderen Verleihern getroffen. In Japan wird der Film von Happinet vertrieben, in Südkorea von Entermode. Verleiher in Taiwan wird die Central Motion Picture Corporation sein, während die Zuschauer im Nahen Osten den Film über Phoenicia Pictures genießen können. In Europa wird Nos Lusomundo den Vertrieb für Portugal übernehmen, während der Film in Polen auf verschiedenen Kanälen wie Ale Kino+, Movie Channel, Canal+ Premium und Poland Group zu sehen sein wird. In Kanada wird der Film von Pacific Northwest Pictures (in Kinos) und Cinesky (über Fluggesellschaften) vertrieben.

## Kritiken
Verrückt nach Figaro erhielt ein eher gutes Presseecho, was sich auch in den Auswertungen US-amerikanischer Aggregatoren widerspiegelt. So erfasst Rotten Tomatoes überwiegend wohlwollende Besprechungen und ordnet den Film dementsprechend als „Frisch“ ein. Laut Metacritic fallen die Bewertungen im Mittel „Durchwachsen oder Durchschnittlich“ aus.
Frank Scheck von The Hollywood Reporter schrieb: „Fans von Liebeskomödien und, in geringerem Maße, Opernliebhaber sollten Falling for Figaro genießen, auch wenn der Humor nicht typisch für Gilbert und Sullivan ist“.
Guy Lodge von Variety beschrieb Falling for Figaro als „eine kitschige, süße Carpe Diem-Komödie...“ und Roxana Hadadi von RogerEbert.com meinte: „Es sind die Darsteller, die Falling for Figaro zu einer unterhaltsamen Ablenkung machen, auch wenn der Film genau so abläuft, wie man es erwartet“.
Andere Kritiker waren weniger positiv. Gary Goldstein von der Los Angeles Times schrieb: „Es ist schwer, sich in Falling for Figaro zu verlieben“. Beatrice Loayza von der New York Times gab zu: „Es ist erfrischend zu sehen, wie eine übergewichtige Frau nicht nur die Beförderung und den gutaussehenden Mann bekommt, sondern alles in den ersten 15 Minuten wegwirft. Leider endet mein Lob für Falling for Figaro meistens an diesem Punkt“.

## Auszeichnungen
| Auszeichnung                                            | Jahr | Kategorie                       | Empfänger               | Resultat  |
| ------------------------------------------------------- | ---- | ------------------------------- | ----------------------- | --------- |
| Australian Writers' Guild                               | 2021 | Feature Film – Original         | Ben Lewin, Allen Palmer | Nominiert |
| Australian Academy of Cinema and Television Arts Awards | 2022 | Best Original Score in Film     | Cezary Skubiszewski     | Gewonnen  |
| Australian Academy of Cinema and Television Arts Awards | 2022 | Best Supporting Actress in Film | Joanna Lumley           | Nominiert |